# Stanisław Woźniak (bokser)
Stanisław Woźniak (ur. 3 kwietnia 1928 w Gawronkach, zm. 16 sierpnia 2007) – polski bokser.

## Życiorys
Był zawodnikiem klubu KS Ostrovia w Ostrowie Wielkopolskim. Zdobywał medale indywidualnych bokserskich mistrzostw Polski: reprezentując Wartę Poznań w 1950 złoty medal w kategorii wagi muszej do 50 kg, później w barwach CWKS Warszawa w 1951 złoty medal w kategorii wagi koguciej do 54 kg, w 1952 srebrny medal w kategorii wagi koguciej do 54 kg, w 1953 brązowy medal w kategorii wagi koguciej do 54 kg, w 1954 srebrny medal w kategorii koguciej i w barwach Prosny Kalisz w 1956 brązowy medal w kategorii koguciej.
W grudniu 1950 postanowieniem Sekretariatu Głównego Komitetu Kultury Fizycznej po rozpatrzeniu sprawozdania kierownictwa ekipy pięściarskiej CRZZ z pobytu we Francji, za postawę niegodną sportowca – reprezentanta Polski Ludowej został usunięty z kadry narodowej i pozbawiony prawa reprezentowania barw zrzeszeń w okresie 6 miesięcy.